# Grazbury's Island
Grazbury's Island är en ö i Bermuda (Storbritannien).   Den ligger i parishen St. George's, i den östra delen av landet, 14 km nordost om huvudstaden Hamilton.